# سيتافا سافاين
سيتافا سافاين مواليد 20 أغسطس 1978 في داكار، هو لاعب كرة سلة سنغالي. بدأ مسيرته الاحترافية في سنة 2000. يلعب مع فريق سي بي إستوديانتس في الدوري الإسباني لكرة السلة كلاعب وسط. يحمل الرقم 17.

## المسيرة الاحترافية
لعب مع منورقة لكرة السلة في الدوري الإسباني في موسم 2000–2001، ثم لعب مع نادي تنريفي لكرة السلة من سنة 2001 إلى 2004، ثم لعب مع سي بي غران كناريا في الدوري الإسباني من سنة 2004 إلى 2012، ثم لعب مع جوفينتوت بادالونا من سنة 2012 إلى 2015، ثم لعب مع سي بي غران كناريا في الدوري الإسباني في موسم 2015–2016، ثم لعب مع سي بي إستوديانتس في سنة 2016.

## روابط خارجية
- سيتافا سافاين على موقع IMDb (الإنجليزية)
- سيتافا سافاين على موقع الاتحاد الدولي لكرة السلة (الإنجليزية)
- سيتافا سافاين على موقع الدوري الإسباني لكرة السلة (الإسبانية)
- سيتافا سافاين على موقع كرة السلة الأوروبية.كوم (الإنجليزية)
- سيتافا سافاين على موقع كلية كرة السلة في سبورتس رفرنس.كوم (الإنجليزية)
- سيتافا سافاين على موقع ريلجم (الإنجليزية)
- سيتافا سافاين على موقع بروبوليرز (الإنجليزية)
- سيتافا سافاين على موقع سبورتس رفرنس (الإنجليزية)